# Radomiro Tomic (mina)
Radomiro Tomić es una mina ubicada a 1.670 km de Santiago (Chile), en la comuna de Calama, a 2.950 metros sobre el nivel del mar en la cordillera de los Andes. Debe su nombre al político demócratacristiano Radomiro Tomić, quien fue un férreo defensor de la "chilenización del cobre". CODELCO bautizó a la mina de esta forma en 1992.
Se trata de un yacimiento donde el tipo de explotación es a rajo abierto para la obtención de minerales oxidados. Aunque fue descubierto en los años 1950, sus operaciones comenzaron en 1995, después de que Codelco actualizó los estudios sobre la factibilidad de su explotación y contó con la tecnología necesaria para explotarlo de manera económicamente rentable.